# Svatopluk Pluskal
Svatopluk Pluskal (28. října 1930 Zlín – 29. května 2005 Ústí nad Labem) byl jako úspěšný československý fotbalista držitelem stříbrné medaile z mistrovství světa ve fotbale 1962 v Chile. Působil i jako fotbalový trenér. Po mozkové příhodě byl upoután na lůžko. Skonal ve věku 74 let v domově důchodců.

## Fotbalová kariéra
S fotbalem začal ve svém rodném městě, kde prošel několika kluby. S jedním z nich (Baťa Zlín - Svit Gottwaldov) se během jediné sezóny probojoval do první ligy. Brzy zaznamenal i úspěchy jako jednotlivec, když oblékl dres československé mládežnické reprezentace. Byl fotbalistou schopným nastupovat doslova na jakémkoli postu. V domovském městě se uplatňoval především jako útočník.
V roce 1951 ovšem přešel do Prahy, kde se stal pevným článkem nově budovaného stálého armádního fotbalového oddílu (postupně ATK, ÚDA, Dukla Praha). V novém působišti se v sestavě objevil na pozici staženého záložníka. Za bezmála 16 let zde získal 8 titulů mistra ligy, ale na klubové úrovni se dočkal největších úspěchů v USA. Dukla Praha s Pluskalem v sestavě dokázala v první polovině 60. let vyhrát třikrát v řadě Americký pohár (turnaj mužstev z vyspělých fotbalových zemí). V roce 1962 dokonce Pluskal svým gólem rozhodl finále proti brazilskému týmu America FC.
V československé fotbalové reprezentaci dospělých nastupoval (zpočátku hlavně jako stoper v obranné čtveřici) již od roku 1952 a postupně se zúčastnil tří mistrovství světa. V roce 1954 ve Švýcarsku byl u vysoké porážky 0:5 s Rakouskem. Za další čtyři roky ve Švédsku odehrál Pluskal již více utkání, ale mužstvu se přes výrazně kladné skóre nepodařilo postoupit ze skupiny, protože při rovnosti bodů rozhodla prohra v prodloužení dodatečného zápasu se Severním Irskem. Až na mistrovství světa v Chile v roce 1962 se stal Pluskal neopominutelným členem sestavy, která byla vysílána na fotbalový trávník ještě stále bez možnosti střídání v průběhu zápasu. S kolegou z klubu Josefem Masopustem vytvořil v rozestavení 4–2–4 klíčový středový článek. Bylo i velkou Pluskalovou zásluhou, že se tým, který musel o samotný postup na mistrovství světa bojovat ve třetím rozhodujícím duelu se Skotskem, dostal až do finále, kde ovšem podlehnul Brazílii. Pluskal ještě v roce 1965 nastoupil i na začátku nepovedené kvalifikace na následující mistrovství světa v Anglii, ale tím se jeho reprezentační kariéra zastavila na 56 startech a 1 vstřeleném gólu.
Díky výraznému podílu na úspěchu v Chile se Pluskal dočkal i některých poct v mezinárodním měřítku. V roce 1963 byl členem fotbalového výběru světa, který hrál v Londýně u příležitosti oslav sta let anglického fotbalu s domácí reprezentací. V dalším roce nastoupil za mužstvo Evropy v Bělehradě. V roce ukončení jeho reprezentační kariéry si ho pozval na své rozloučení s fotbalem první držitel Zlatého míče sir Stanley Matthews do mužstva snů.
Pluskalovu fotbalovou kariéru ukončilo zranění kolena v roce 1967. Odehrál v lize 279 zápasů, ve kterých vstřelil 37 gólů. Byl všestranným fotbalistou nejen z pohledu variability jeho zařazení do sestavy. Uměl výborně hlavičkovat, zároveň však proslul svými skluzy, kterými odebíral často hladce soupeři míče. Protihráči si mnohdy na tento jeho způsob hry stěžovali, ale rozhodčí byli v drtivé většině opačného názoru a v tomto ohledu může být dodnes v této činnosti vzorem pro ostatní. Během fotbalové kariéry se z tohoto neúnavného bojovníka stal na hřišti hlavně neprostupný štít, který se dokázal dokonale soustředit přesně na to, co bylo třeba. Mimo trávník mužstvu zase pomáhal svým neutuchajícím humorem a bezstarostností.

## Trenérská kariéra
Jako mnozí jiní se i on pustil do trenérské práce. Novou pozici zastával v Plzni, v klubu Bohemians Praha a několik let na Kypru. Tým Bohemians dokonce přivedl do první ligy.

## Ligová bilance
| Ročník                                    | Zápasy | Góly | Klub            |
| ----------------------------------------- | ------ | ---- | --------------- |
| Mistrovství československé republiky 1951 | 23     | 1    | Svit Gottwaldov |
| Mistrovství československé republiky 1951 | -      | 0    | ATK Praha       |
| Mistrovství československé republiky 1952 | -      | 5    | ATK Praha       |
| Přebor československé republiky 1953      | -      | 0    | ÚDA Praha       |
| Přebor československé republiky 1954      | -      | 1    | ÚDA Praha       |
| Přebor československé republiky 1955      | -      | 2    | ÚDA Praha       |
| 1. československá fotbalová liga 1956     | 20     | 1    | Dukla Praha     |
| 1. československá fotbalová liga 1957/58  | 30     | 5    | Dukla Praha     |
| 1. československá fotbalová liga 1958/59  | 18     | 5    | Dukla Praha     |
| 1. československá fotbalová liga 1959/60  | 19     | 4    | Dukla Praha     |
| 1. československá fotbalová liga 1960/61  | 26     | 1    | Dukla Praha     |
| 1. československá fotbalová liga 1961/62  | 23     | 3    | Dukla Praha     |
| 1. československá fotbalová liga 1962/63  | 26     | 6    | Dukla Praha     |
| 1. československá fotbalová liga 1963/64  | 23     | 1    | Dukla Praha     |
| 1. československá fotbalová liga 1964/65  | 23     | 2    | Dukla Praha     |
| 1. československá fotbalová liga 1965/66  | 2      | 0    | Dukla Praha     |
| CELKEM 1. československá liga             | 279    | 37   |                 |